# Eleuterio (nome)
Eleuterio  è un nome proprio di persona italiano maschile.

## Varianti
- Ipocoristici: Leuterio[2]
- Femminili: Eleuteria[2][4]

### Varianti in altre lingue
- Asturiano: Luterio[5]
- Basco: Eleuteri[5]
- Catalano: Eleuteri[5]
- Ceco: Eleutherus
- Croato: Eleuterije
- Esperanto: Eleŭterio
- Francese: Éleuthère
- Galiziano: Eleuterio[5], Leuter[5], Outelo[5]
- Georgiano: ელეფთერ (Elevter)
- Greco antico: Ἐλευθέριος (Eleutherios)[1][2][3]
- Greco moderno: Ελευθέριος (Eleutherios)[3]
  - Ipocoristici: Λευτερης (Leuterīs)[3]
  - Femminili: Ελευθερια (Eleutheria)[6]
- Latino: Eleutherius[1][2][3]
- Lettone: Eleitērijs
- Lituano: Eleuterijus
- Polacco: Eleuteriusz, Eleutery
- Portoghese: Eleutério[3]
- Rumeno: Eleuteriu
- Russo: Элевтер (Ėlevter)
- Slovacco: Eleutér
- Sloveno: Elevterij
- Spagnolo: Eleuterio[3][5]
- Tedesco: Eleutherus
- Ungherese: Eleutherosz

## Origine e diffusione
Continua il nome greco Ἐλευθέριος (Eleuthèrios), un aggettivo già usato come epiteto di Zeus e di Dioniso; è tratto dal termine ἐλεύθερος (eleútheros, "libero") e significa "liberatore", anche se talvolta viene interpretato come "libero".
L'uso del nome è favorito dalla venerazione verso vari santi, che è più forte nell'Oriente cristiano, dove infatti il nome gode di maggiore diffusione. In Italia è abbastanza raro, sorretto dal culto verso sant'Eleuterio papa e sant'Eleuterio di Arce; grazie a quest'ultimo il nome è relativamente diffuso nel Lazio, dove negli anni 1970 si contava oltre la metà delle circa 1 700 occorrenze (più circa trecento del femminile).

## Onomastico

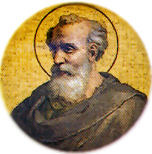
Papa Eleuterio

L'onomastico può essere festeggiato in memoria di diversi santi e beati, alle date seguenti:
- 20 febbraio, sant'Eleuterio, evangelizzatore dei Franchi, vescovo di Tournai, martirizzato dagli ariani[1][8][9]
- 20 febbraio, sant'Eleuterio, vescovo di Costantinopoli e martire[8]
- 12 aprile, sant'Eleuterio de Platea, religioso mercedario, martirizzato dai saraceni con san Ferdinando da Portalegre[8]
- 18 aprile (o diverse altre date), sant'Eleuterio, vescovo in Illiria, martire a Roma con la madre Anzia e altri compagni sotto Adriano[1][8][9][10]
- 26 maggio, sant'Eleuterio, papa[1][8][9]
- 29 maggio, sant'Eleuterio, nobile scozzese, pellegrino, deceduto ad Arce al ritorno dalla Terra Santa[9]
- 4 agosto, sant'Eleuterio, senatore romano, martire a Tarsia, in Bitinia[8][9]
- 8 agosto, sant'Eleuterio, martire a Costantinopoli[9]
- 26 agosto (o 16 agosto), sant'Eleuterio, vescovo di Auxerre[8][9]
- 6 settembre, sant'Eleuterio, abate benedettino a San Marco, presso Spoleto, e poi monaco a Roma[1][8][9]
- 2 ottobre, sant'Eleuterio, soldato e martire con altri compagni a Nicomedia[1][8][9]
- 9 ottobre, sant'Eleuterio, diacono e martire con san Dionigi a Montmartre[1][9]
- 28 novembre, beato Eleuterio Prado Villarroel, sacerdote e martire a Paracuellos de Jarama[8]

## Persone
- Eleuterio, papa e santo
- Eleuterio, esarca bizantino

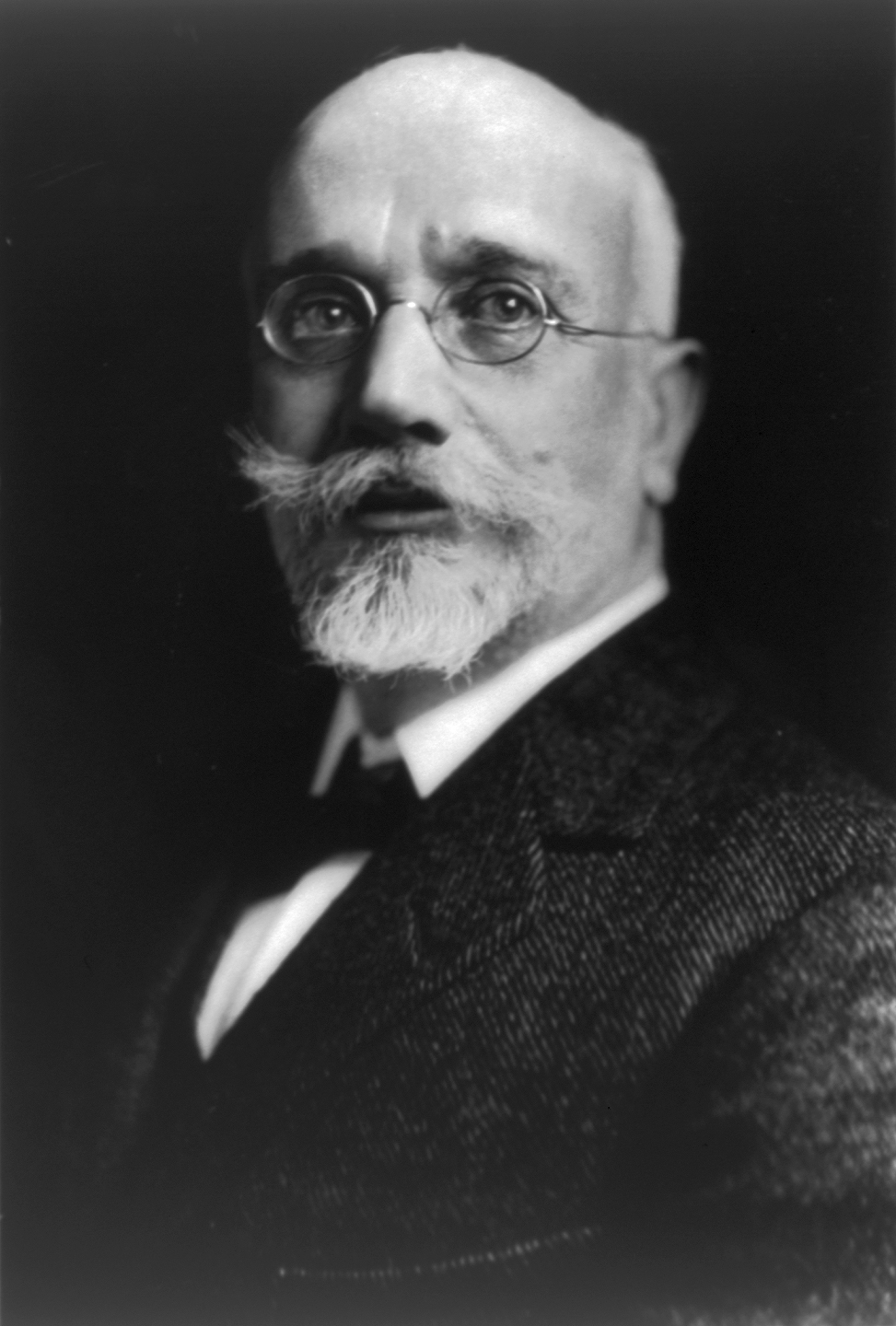
Eleutherios Venizelos

- Eleuterio di Arce, santo britannico
- Eleuterio di Tournai, vescovo e santo franco
- Eleuterio Felice Foresti, patriota italiano
- Eleuterio Pagliano, pittore italiano
- Eleuterio Rodolfi, attore, regista e sceneggiatore italiano

### Variante Eleutherios

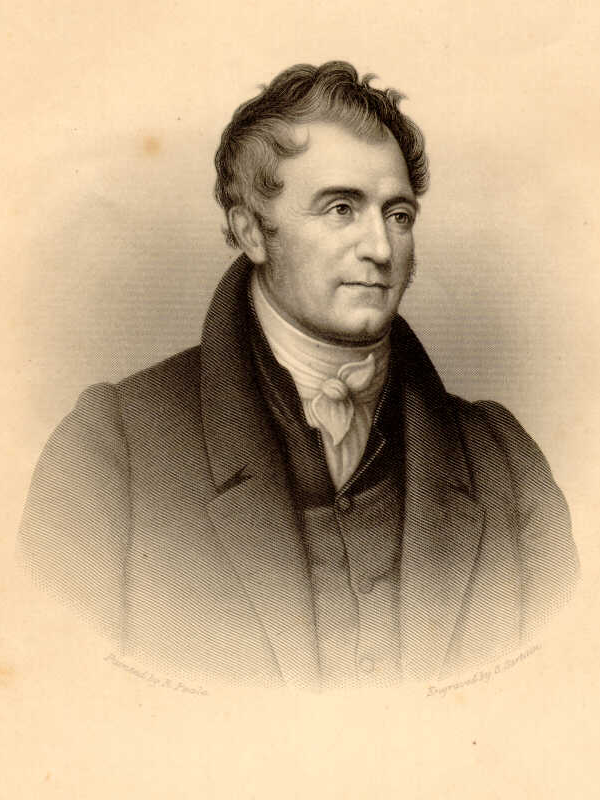
Eleuthère Irénée du Pont

- Eleutherios Eleutheriou, calciatore cipriota
- Eleutherios Mertakas, calciatore cipriota
- Eleutherios Papasymeōn, atleta greco
- Eleutherios Petrounias, ginnasta greco
- Eleutherios Poupakīs, calciatore greco
- Eleutherios Venizelos, politico greco

### Variante Leuterīs
- Leuterīs Kakiousīs, cestista e allenatore di pallacanestro greco
- Leuterīs Kontoleuteros, calciatore cipriota
- Leuterīs Kouīs, calciatore cipriota
- Leuterīs Mpochōridīs, cestista greco

### Altre varianti maschili
- Elefter Andronikašvili, fisico sovietico
- Eleuthère Irénée du Pont, chimico e imprenditore francese
- Lefter Küçükandonyadis, calciatore e allenatore di calcio turco
- Lefter Millo, calciatore albanese

### Variante femminile Eleutheria
- Eleutheria Eleutheriou, cantante cipriota naturalizzata greca

## Il nome nelle arti
- Eleuterio è il nome del personaggio principale, interpretato da Paolo Stoppa, dello sketch radiofonico Eleuterio e Sempre Tua, che andò in onda dal 1966 al 1974 nella trasmissione Gran varietà.